# IC 4519
IC 4519 ist eine linsenförmige Galaxie vom Hubble-Typ SB0-a im Sternbild Bärenhüter am Nordsternhimmel. Sie ist rund 422 Millionen Lichtjahre von der Milchstraße entfernt.
Entdeckt wurde das Objekt am 10. Juli 1896 von Stéphane Javelle.